# Fax
Fax, faxe, telefax (abreviaturas do termo latino facsimile e telefacsimile) ou telecópia é uma tecnologia das telecomunicações usada para a transferência remota de documentos através da rede telefônica.
A ideia de transmitir e reproduzir documentos à longa distância foi patenteada por Alexander Bain, em 1843. Da união da ideia de Bain com aparelho telefônico criado por Alexander Graham Bell, o primeiro protótipo do fac-símile, mais conhecido como fax, foi criado nos Laboratórios Bell, em 1926.
Em 1947, Gabriel Casotti, especialista em telegrafia sem fio, produziu o primeiro aparelho de fax, com a ajuda da agência de notícias Associated Newspapers.
Em 1949, a Muirhead instalou o primeiro sistema de fax no Japão. E no ano 1973, este começou a ser produzido em grande escala.
Uma "máquina de fax" normalmente consiste de um scanner, um modem, uma impressora e uma linha telefônica em um só equipamento. O scanner converte o arquivo impresso em uma imagem digital; o modem envia esta imagem pela linha telefônica para outra máquina de fax; e a impressora desta máquina produz uma cópia do documento recebido.

O grande sucesso do fax deve-se principalmente à sua grande vantagem sobre os correios quando a comunicação é à longa distância, uma vez que a transferência de documentos daquele é quase instantânea.

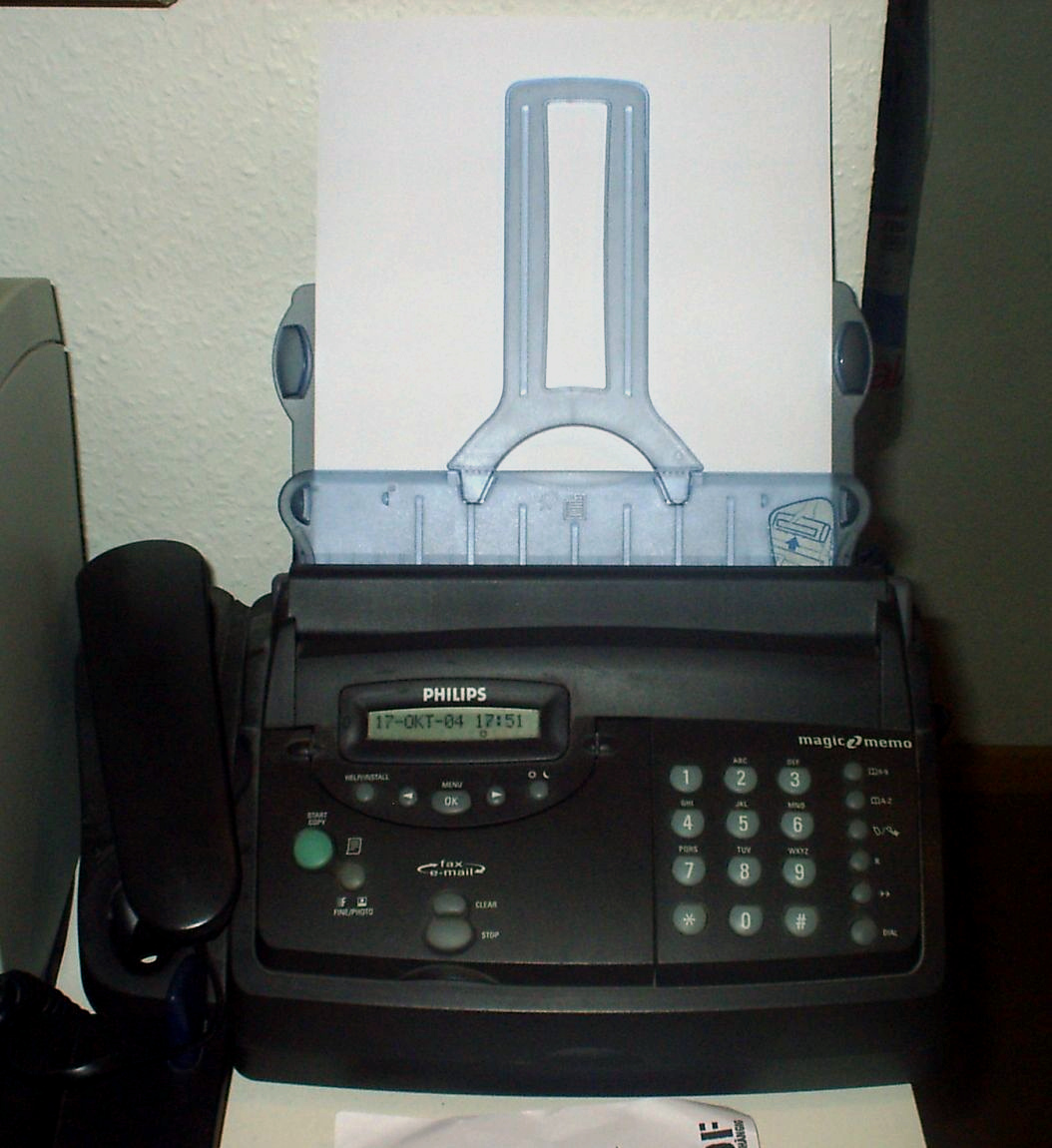
Um fax.

Com a popularização da Internet nos anos 2000, surge um novo serviço no meio das telecomunicações: o fax pela internet, também chamado de Internet Fax, ou ainda, Fax to Mail. O serviço funcionava através de um servidor de fax, um software que permite o envio de fax a partir do computador via conexão na Internet. Com a popularização dos scanners, no entanto, o Internet Fax foi perdendo sua utilidade, já que aqueles permitem a digitalização das imagens e o envio por e-mail em conexões banda larga, muito mais rápidas e confiáveis que a conexão discada dos faxes.
Em muitos ambientes corporativos, as máquinas de fax foram substituídas pelos servidores de fax e outros sistemas computadorizados capazes de receber e armazenar fax eletrônicos que podem ser impressos ou reenviados via e-mail para terceiros. Tais sistemas têm a vantagem de reduzir custos, uma vez que diminuem impressões desnecessárias e gastos com ligações telefônicas das máquinas de fax.